# Hermann Feiner

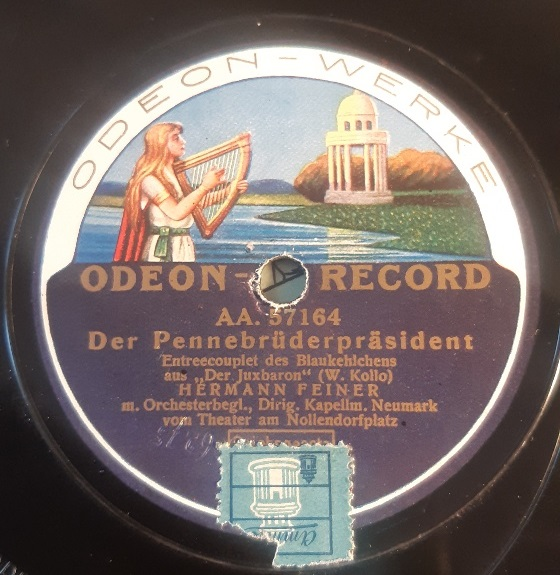
Schallplatte von Hermann Feiner (Berlin 1914)

Isidor Hermann Israel Feiner (geboren 6. Oktober 1888 in Stanislau, Österreich-Ungarn; gestorben 3. Oktober 1944 im KZ Auschwitz) war ein österreichischer Schauspieler, Sänger, Regisseur und Theaterleiter, der bis 1933 in Deutschland arbeitete.

## Leben
Der aus der damaligen k.u.k.-Provinz Galizien stammende Feiner begann 1904 seine Bühnenlaufbahn als Schauspieler und Sänger (Stimmlage Tenor) am Stettiner Bellevue-Theater. Es folgten Engagements an das Stadttheater von Kiel, das Breslauer Schauspielhaus und nach Leipzig. 1909 kehrte er nach Stettin zurück, um als Schauspieler und Regisseur der Operette am Bellevue-Theater zu arbeiten. 1911 traf Feiner in Berlin ein, wohin ihn das Theater des Westens geholt hatte.
Nach dem Ersten Weltkrieg machte Hermann Feiner als Sänger mit Liedern wie Großmama, laß dir die Haare schneiden von sich reden und feierte Erfolge am Hamburger Operettenhaus. Ende der 1920er Jahre erreichte Feiner seinen Karrierehöhepunkt als Oberspielleiter bei den sogenannten Haller-Revuen und stellvertretender Direktor am Theater im Admiralspalast. Zeitweise wurde er auch als künstlerischer Leiter von Haus Vaterland verpflichtet. Darüber hinaus wirkte Feiner als Gastspielregisseur und Autor – so schrieb er beispielsweise den Text zu Drei alte Schachteln – und war 1930 an der Regie zu Willi Wolffs Kinofilm Nur Du beteiligt.
1933 geriet der jüdische Künstler in die Isolation. Im Dezember 1934 emigrierte Feiner nach Wien, wo er als Dramaturg des Trio-Verlags arbeitete. Dort starb im Oktober 1936 seine Frau, die ungarische Sängerin Vilma Conti (1877–1936). Feiner verließ daraufhin Österreich und übersiedelte in die Niederlande. Dort nahm Feiner an deutschsprachigen Unterhaltungs- und Kabarettprogrammen teil und inszenierte eigene Revuen, beispielsweise an der Rotterdamer Arena.
Während der Besetzung des Landes durch deutsche Truppen wurde Hermann Feiner verhaftet und in das Durchgangslager Westerbork verbracht. Dort nahm er im Herbst 1943 an deutschsprachigen Lagerprogrammen wie Humor und Melodie und Bravo! Da Capo teil und beteiligte sich an diversen Revuenummern. Ihm zur Seite standen die Berliner Kollegen Max Ehrlich und Kurt Gerron. Am 18. Januar 1944 wurde er von Westerbork in das Ghetto Theresienstadt, am 1. Oktober 1944 in das KZ Auschwitz deportiert, wo er vermutlich direkt nach der Ankunft vergast wurde.
Hermann Feiners Tochter Ruth Feiner war eine Schriftstellerin und überlebte die deutsche Judenverfolgung als Emigrantin in London.